# RSC Anderlecht in het seizoen 2021/22
Dit artikel beschrijft de prestaties van de Belgische voetbalclub RSC Anderlecht in het seizoen 2021–2022. In het seizoen 2020/21 eindigde RSC Anderlecht na de reguliere competitie op de derde plaats. Daardoor mocht Anderlecht aantreden in de Champions play-offs en behaalde daar de vierde plaats, wat zo ook het eindresultaat was van vorig seizoen. Dat betekent ook dat Anderlecht na twee jaar afwezigheid terug Europees voetbal mocht gaan spelen en aantrad in de nieuwe Europese competitie, de UEFA Europa Conference League. 
De club geraakte weliswaar niet in de groepsfase en werd uitgeschakeld door SBV Vitesse in de play-offronde. Anderlecht plaatste zich wel voor de finale van de Beker van België, maar verloor deze tegen KAA Gent op 18 april 2022. Ook behaalde de club in het seizoen 2021/22 de derde plaats in de reguliere competitie met 64 punten, waardoor ze mochten deelnemen aan de champions' play-off. Daar bleven ze uiteindelijk op de derde plaats staan met 40 punten als eindresultaat. 

## Spelerskern
Dit is de selectie voor het voetbalseizoen 2021/22.
| No.           | Naam                   | Nationaliteit          | Geboortedatum | Vorige club                    |
| ------------- | ---------------------- | ---------------------- | ------------- | ------------------------------ |
| Keepers       |                        |                        |               |                                |
| 16            | Bart Verbruggen        | Nederland              | 18-08-2002    | NAC Breda (2017-2020)          |
| 26            | Colin Coosemans        | België                 | 03-08-1992    | KAA Gent (2018-2021)           |
| 30            | Hendrik Van Crombrugge | België                 | 30-04-1993    | KAS Eupen (2013-2019)          |
| 70            | Rik Vercauteren        | België                 | 08-06-2002    | Eigen jeugd                    |
| Verdedigers   |                        |                        |               |                                |
| 2             | Lisandro Magallán      | Argentinië             | 27-09-1993    | AFC Ajax (2021)                |
| 3             | Hannes Delcroix        | België, Haïti          | 28-02-1999    | RKC Waalwijk (2019-2020)       |
| 4             | Wesley Hoedt           | Nederland              | 06-03-1994    | SS Lazio (2020-2021)           |
| 14            | Bohdan Mychajlytsjenko | Oekraïne               | 21-03-1997    | Zorja Loehansk (2019-2020)     |
| 47            | Lucas Lissens          | België                 | 25-07-2001    | Eigen jeugd                    |
| 54            | Killian Sardella       | België                 | 02-05-2002    | Eigen jeugd                    |
| 56            | Zeno Debast            | België                 | 24-10-2003    | Eigen jeugd                    |
| 62            | Michael Murillo        | Panama                 | 11-02-1996    | New York Red Bulls (2017-2019) |
| Middenvelders |                        |                        |               |                                |
| 8             | Josh Cullen            | Ierland, Engeland      | 07-04-1996    | West Ham United (2016-2020)    |
| 10            | Yari Verschaeren       | België                 | 12-07-2001    | Eigen jeugd                    |
| 11            | Lior Refaelov          | Israël, België         | 26-04-1986    | Royal Antwerp FC (2018-2021)   |
| 17            | Sergio Gómez Martín    | Spanje                 | 04-09-2000    | Borussia Dortmund (2021)       |
| 18            | Majeed Ashimeru        | Ghana                  | 10-10-1997    | Red Bull Salzburg (2019-2021)  |
| 20            | Kristoffer Olsson      | Zweden                 | 30-06-1995    | FK Krasnodar (2019-2021)       |
| 46            | Anouar Ait El Hadj     | België, Marokko,       | 20-04-2002    | Eigen jeugd                    |
| 52            | Mario Stroeykens       | België                 | 29-09-2004    | Eigen jeugd                    |
| 55            | Marco Kana             | België, Congo-Kinshasa | 08-06-2002    | Eigen jeugd                    |
| 61            | Kristian Arnstad       | Noorwegen              | 07-09-2003    | Eigen jeugd                    |
| Aanvallers    |                        |                        |               |                                |
| 7             | Francis Amuzu          | België, Ghana          | 23-09-1999    | Eigen jeugd                    |
| 9             | Benito Raman           | België                 | 07-11-1994    | FC Schalke 04 (2019-2021)      |
| 23            | Joshua Zirkzee         | Nederland, Nigeria     | 22-05-2001    | Bayern München (2021)          |
| 53            | Antoine Colassin       | België                 | 26-02-2001    | SV Zulte Waregem (2021)        |
| 99            | Christian Kouamé       | Ivoorkust              | 06-12-1997    | Fiorentina (2020-2021)         |

### Technische staf
| Functie                  | Naam                  | Nationaliteit       |
| ------------------------ | --------------------- | ------------------- |
| Coach                    | Vincent Kompany       | België              |
| Assistant coach          | Willem Weijs          | Nederland           |
| Assistant coach          | Floribert Ngalula     | België              |
| Goalkeeper coach         | Jelle ten Rouwelaar   | Nederland           |
| Physical coach           | Bram Geers            | België              |
| Physio                   | Niels Mathieu         | België              |
| Physio                   | Tim Wattez            | België              |
| Physio                   | Simon Van Elewijck    | België              |
| Masseur                  | Franky De Buyst       | België              |
| Physio                   | Maarten Brecko        | België              |
| Video analyst            | Kevin Reid            | Verenigd Koninkrijk |
| Video analyst            | Eliot Tybebo          | België              |
| Team manager             | Tom Colpaert          | België              |
| Performance data analyst | Josephine Knipschild  | Nederland           |
| Dietician                | Stéphanie Scheirlynck | België              |

## Transfers seizoen 2021-2022
| Naam                  | Nationaliteit                 | Van / Naar          | Datum             | Bedrag / Type      |
| --------------------- | ----------------------------- | ------------------- | ----------------- | ------------------ |
| Inkomend              |                               |                     |                   |                    |
| Kristoffer Olsson     | Zweden                        | FK Krasnodar        | 21 juli 2021      | € 4.000.000        |
| Benito Raman          | België                        | FC Schalke 04       | 16 juli 2021      | € 3.000.000        |
| Sergio Gómez Martín   | Spanje                        | Borussia Dortmund   | 1 juli 2021       | € 2.250.000        |
| Majeed Ashimeru       | Ghana                         | Red Bull Salzburg   | 1 juli 2021       | € 1.500.000        |
| Wesley Hoedt          | Nederland                     | Southampton FC      | 1 juli 2021       | Onbekend           |
| Taylor Harwood-Bellis | Engeland                      | Manchester City     | 1 juli 2021       | Huur               |
| Joshua Zirkzee        | Nederland, Nigeria            | Bayern München      | 3 augustus 2021   | Huur               |
| Christian Kouamé      | Ivoorkust                     | Fiorentina          | 21 augustus 2021  | Huur               |
| Lisandro Magallán     | Argentinië                    | AFC Ajax            | 31 augustus 2021  | Huur               |
| Lior Refaelov         | Israël, België                | Royal Antwerp FC    | 1 juli 2021       | Transfervrij       |
| Colin Coosemans       | België                        | KAA Gent            | 1 juli 2021       | Transfervrij       |
| Jevhen Makarenko      | Oekraïne                      | KV Kortrijk         | 30 juni 2021      | Einde verhuur      |
| Thierry Lutonda       | België, Congo-Kinshasa        | RKC Waalwijk        | 30 juni 2021      | Einde verhuur      |
| Kenny Saief           | Verenigde Staten, Israël      | Lechia Gdańsk       | 30 juni 2021      | Einde verhuur      |
| Peter Žulj            | Oostenrijk                    | Göztepe SK          | 30 juni 2021      | Einde verhuur      |
| Sieben Dewaele        | België                        | sc Heerenveen       | 30 juni 2021      | Einde verhuur      |
| Aristote Nkaka        | België, Congo-Kinshasa        | SC Paderborn        | 30 juni 2021      | Einde verhuur      |
| Isaac Thelin          | Zweden, Congo-Kinshasa        | Kasımpaşa SK        | 30 juni 2021      | Einde verhuur      |
| Antoine Colassin      | België                        | SV Zulte Waregem    | 30 juni 2021      | Einde verhuur      |
| Knowledge Musona      | Zimbabwe                      | KAS Eupen           | 30 juni 2021      | Einde verhuur      |
| Bubacarr Sanneh       | Gambia                        | Aarhus GF           | 30 juni 2021      | Einde verhuur      |
| Ognjen Vranješ        | Bosnië en Herzegovina, Servië | Sporting Charleroi  | 30 juni 2021      | Einde verhuur      |
| Luka Adžić            | Servië                        | FC Emmen            | 30 juni 2021      | Einde verhuur      |
| Mustapha Bundu        | Sierra Leone                  | FC Kopenhagen       | 30 juni 2021      | Einde verhuur      |
| Michel Vlap           | Nederland                     | Arminia Bielefeld   | 30 juni 2021      | Einde verhuur      |
| Landry Dimata         | België, Congo-Kinshasa        | RCD Espanyol        | 30 juni 2021      | Einde verhuur      |
| Zakaria Bakkali       | België, Marokko               | Beerschot VA        | 30 juni 2021      | Einde verhuur      |
| TOTAAL UITGAVEN:      | TOTAAL UITGAVEN:              | TOTAAL UITGAVEN:    | TOTAAL UITGAVEN:  | € 11.750.000       |
| Uitgaand              |                               |                     |                   |                    |
| Albert Sambi Lokonga  | België, Congo-Kinshasa        | Arsenal FC          | 19 juli 2021      | € 17.500.000       |
| Landry Dimata         | België, Congo-Kinshasa        | RCD Espanyol        | 1 juli 2021       | € 2.200.000        |
| Kemar Lawrence        | Jamaica                       | Toronto FC          | 1 juli 2021       | € 545.000          |
| Knowledge Musona      | Zimbabwe                      | Al-Tai              | 1 juli 2021       | € 300.000          |
| Jevhen Makarenko      | Oekraïne                      | MOL Fehérvár FC     | 11 augustus 2021  | € 200.000          |
| Thierry Lutonda       | België, Congo-Kinshasa        | RKC Waalwijk        | 1 juli 2021       | Onbekend           |
| Peter Žulj            | Oostenrijk                    | Istanbul Başakşehir | 1 juli 2021       | Onbekend           |
| Sieben Dewaele        | België                        | KV Oostende         | 31 augustus 2021  | Onbekend           |
| Isaac Thelin          | Zweden                        | Baniyas SC          | 11 september 2021 | Onbekend           |
| Nayel Mehssatou       | België, Chili                 | KV Kortrijk         | 21 januari 2022   | Onbekend           |
| Ognjen Vranješ        | Bosnië en Herzegovina, Servië | AEK Athene          | 19 juli 2021      | Transfervrij       |
| Kenny Saief           | Verenigde Staten, Israël      | MS Asjdod           | 30 juni 2021      | Einde contract     |
| Warner Hahn           | Nederland                     | Go Ahead Eagles     | 30 juni 2021      | Einde contract     |
| Luka Adžić            | Servië                        | PEC Zwolle          | 31 augustus 2021  | Contract ontbonden |
| Bubacarr Sanneh       | Gambia                        | Zonder Club         | 31 augustus 2021  | Contract ontbonden |
| Michel Vlap           | Nederland                     | FC Twente           | 10 augustus 2021  | Huur               |
| Elias Cobbaut         | België                        | Parma Calcio 1913   | 28 augustus 2021  | Huur               |
| Timon Wellenreuther   | Duitsland                     | Willem II           | 18 augustus 2021  | Huur               |
| Adrien Trebel         | Frankrijk                     | FC Lausanne-Sport   | 31 januari 2022   | Huur               |
| Aristote Nkaka        | België, Congo-Kinshasa        | Waasland Beveren    | 31 augustus 2021  | Huur               |
| Mohammed Dauda        | Ghana                         | FC Cartagena        | 31 augustus 2021  | Huur               |
| Mustapha Bundu        | Sierra Leone                  | Aarhus GF           | 31 augustus 2021  | Huur               |
| Abdoulay Diaby        | Frankrijk, Mali               | Sporting Lissabon   | 30 juni 2021      | Einde huur         |
| Lukas Nmecha          | Duitsland, Engeland           | Manchester City     | 30 juni 2021      | Einde huur         |
| Matt Miazga           | Verenigde Staten, Polen       | Chelsea FC          | 30 juni 2021      | Einde huur         |
| Paul Mukairu          | Nigeria                       | Antalyaspor         | 30 juni 2021      | Einde huur         |
| Majeed Ashimeru       | Ghana                         | Red Bull Salzburg   | 30 juni 2021      | Einde huur         |
| Jacob Bruun Larsen    | Denemarken                    | TSG 1899 Hoffenheim | 30 juni 2021      | Einde huur         |
| Taylor Harwood-Bellis | Engeland                      | Stoke City FC       | 11 januari 2021   | Einde huur         |
| TOTAAL INKOMSTEN:     | TOTAAL INKOMSTEN:             | TOTAAL INKOMSTEN:   | TOTAAL INKOMSTEN: | € 20.745.000       |

## Jupiler Pro League

### Reguliere competitie

#### Wedstrijden
| Jupiler Pro League                                                                                        |                                                                                   |                                                       |                                                                                       | |                                                             |
| Wedstrijddetails                                                                                          | Thuisploeg                                                                        | Uitslag                                               | Uitploeg                                                                              | Opstelling | Kaarten                                                     |
| Heenronde                                                                                                 |                                                                                   |                                                       |                                                                                       | |                                                             |
| 25 juli 2021 18:30 Lotto Park Anderlecht Ref.: Kevin Van Damme Toeschouwers: 8.000                        | RSC Anderlecht                                                                    | 1 – 3                                                 | Union Sint-Gillis                                                                     | Van Crombrugge Sardella (46' Murillo), Harwood-Bellis, Hoedt, Gómez Amuzu, Cullen, Ashimeru (46' Olsson) Verschaeren (63' El Hadj), Raman (63' Refaelov), Thelin (75' Bundu)             | 66' Hoedt 90+4' Murillo 90+5' Amuzu                         |
| 25 juli 2021 18:30 Lotto Park Anderlecht Ref.: Kevin Van Damme Toeschouwers: 8.000                        | Verschaeren 45+2'                                                                 | 0 – 1 1 – 1 1 – 2 1 – 3                               | 20' Undav 62' Undav 73' Amani                                                         | Van Crombrugge Sardella (46' Murillo), Harwood-Bellis, Hoedt, Gómez Amuzu, Cullen, Ashimeru (46' Olsson) Verschaeren (63' El Hadj), Raman (63' Refaelov), Thelin (75' Bundu)             | 66' Hoedt 90+4' Murillo 90+5' Amuzu                         |
| 31 juli 2021 20:45 Kehrwegstadion Eupen Ref.: Jonathan Lardot Toeschouwers: 1.450                         | KAS Eupen                                                                         | 1 – 1                                                 | RSC Anderlecht                                                                        | Van Crombrugge Harwood-Bellis, Hoedt, Delcroix Murillo, Cullen, Ashimeru (82' Thelin), Gómez Amuzu (71' Refaelov), Raman (83' Olsson), Verschaeren (89' El Hadj)                         | 61' Murillo                                                 |
| 31 juli 2021 20:45 Kehrwegstadion Eupen Ref.: Jonathan Lardot Toeschouwers: 1.450                         | Cools 45+1'                                                                       | 0 – 1 1 – 1                                           | 39' Raman                                                                             | Van Crombrugge Harwood-Bellis, Hoedt, Delcroix Murillo, Cullen, Ashimeru (82' Thelin), Gómez Amuzu (71' Refaelov), Raman (83' Olsson), Verschaeren (89' El Hadj)                         | 61' Murillo                                                 |
| 8 augustus 2021 18:30 Lotto Park Anderlecht Ref.: Wim Smet Toeschouwers: 8.000                            | RSC Anderlecht                                                                    | 3 – 0                                                 | Seraing                                                                               | Van Crombrugge Murillo, Hoedt, Delcroix, Gómez (90' Mykhaylichenko) Verschaeren (59' Amuzu), Cullen, Olsson (90' Ashimeru), Refaelov Raman (75' El Hadj), Zirkzee (59' Thelin)           | 58' Raman 90+4' Amuzu                                       |
| 8 augustus 2021 18:30 Lotto Park Anderlecht Ref.: Wim Smet Toeschouwers: 8.000                            | Thelin 69' Gómez 82' Amuzu 90+1'                                                  | 1 – 0 2 – 0 3 – 0                                     |                                                                                       | Van Crombrugge Murillo, Hoedt, Delcroix, Gómez (90' Mykhaylichenko) Verschaeren (59' Amuzu), Cullen, Olsson (90' Ashimeru), Refaelov Raman (75' El Hadj), Zirkzee (59' Thelin)           | 58' Raman 90+4' Amuzu                                       |
| 15 augustus 2021 18:30 Jan Breydelstadion Brugge Ref.: Jasper Vergoote Toeschouwers: 3.000                | Cercle Brugge                                                                     | 1 – 2                                                 | RSC Anderlecht                                                                        | Van Crombrugge Murillo, Hoedt, Delcroix, Gómez Verschaeren (67' Ashimeru), Cullen, Olsson, Refaelov (75' Amuzu) Raman (75' Thelin), Zirkzee (86' Harwood-Bellis)                         |                                                             |
| 15 augustus 2021 18:30 Jan Breydelstadion Brugge Ref.: Jasper Vergoote Toeschouwers: 3.000                | Deman 1'                                                                          | 1 – 0 1 – 1 1 – 2                                     | 13' Zirkzee 29' Zirkzee                                                               | Van Crombrugge Murillo, Hoedt, Delcroix, Gómez Verschaeren (67' Ashimeru), Cullen, Olsson, Refaelov (75' Amuzu) Raman (75' Thelin), Zirkzee (86' Harwood-Bellis)                         |                                                             |
| 29 augustus 2021 18:30 Cegeka Arena Genk Ref.: Nicolas Laforge Toeschouwers: 17.000                       | KRC Genk                                                                          | 1 – 0                                                 | RSC Anderlecht                                                                        | Van Crombrugge Murillo, Harwood-Bellis, Hoedt, Gómez El Hadj (85' Ashimeru), Cullen, Olsson, Refaelov (85' Thelin) Zirkzee (46' Kouamé), Raman (67' Amuzu)                               | 42' Raman 66' Harwood-Bellis 69' Olsson 84' Amuzu 90' Gómez |
| 29 augustus 2021 18:30 Cegeka Arena Genk Ref.: Nicolas Laforge Toeschouwers: 17.000                       | Ugbo 87'                                                                          | 1 – 0                                                 |                                                                                       | Van Crombrugge Murillo, Harwood-Bellis, Hoedt, Gómez El Hadj (85' Ashimeru), Cullen, Olsson, Refaelov (85' Thelin) Zirkzee (46' Kouamé), Raman (67' Amuzu)                               | 42' Raman 66' Harwood-Bellis 69' Olsson 84' Amuzu 90' Gómez |
| 12 september 2021 13:30 Lotto Park Anderlecht Ref.: Jonathan Lardot Toeschouwers: 19.500                  | RSC Anderlecht                                                                    | 7 – 2                                                 | KV Mechelen                                                                           | Van Crombrugge Murillo (82' Ashimeru), Harwood-Bellis, Hoedt, Gómez El Hadj, Cullen, Olsson (83' Mykhaylichenko), Refaelov (70' Amuzu) Raman (51' Verschaeren), Kouamé (83' Zirkzee)     | 60' Olsson                                                  |
| 12 september 2021 13:30 Lotto Park Anderlecht Ref.: Jonathan Lardot Toeschouwers: 19.500                  | Raman 23' Kouamé 49' Kouamé 57' Murillo 61' Amuzu 74' Verschaeren 85' Zirkzee 87' | 1 – 0 1 – 1 2 – 1 3 – 1 4 – 1 5 – 1 6 – 1 7 – 1 7 – 2 | 37' Storm 90+1' Kaya                                                                  | Van Crombrugge Murillo (82' Ashimeru), Harwood-Bellis, Hoedt, Gómez El Hadj, Cullen, Olsson (83' Mykhaylichenko), Refaelov (70' Amuzu) Raman (51' Verschaeren), Kouamé (83' Zirkzee)     | 60' Olsson                                                  |
| 19 september 2021 18:30 Maurice Dufrasnestadion Luik Ref.: Nicolas Laforge Toeschouwers: 24.000           | Standard Luik                                                                     | 0 – 1                                                 | RSC Anderlecht                                                                        | Van Crombrugge Murillo, Harwood-Bellis, Hoedt, Gómez (46' Mykhaylichenko) Verschaeren (72' Raman), Cullen, Olsson, Refaelov (61' Amuzu) El Hadj (72' Ashimeru), Kouamé (87' Zirkzee)     | 9' Gómez 24' Harwood-Bellis 90' Zirkzee 90+1' Ashimeru      |
| 19 september 2021 18:30 Maurice Dufrasnestadion Luik Ref.: Nicolas Laforge Toeschouwers: 24.000           |                                                                                   | 0 – 1                                                 | 12' Refaelov                                                                          | Van Crombrugge Murillo, Harwood-Bellis, Hoedt, Gómez (46' Mykhaylichenko) Verschaeren (72' Raman), Cullen, Olsson, Refaelov (61' Amuzu) El Hadj (72' Ashimeru), Kouamé (87' Zirkzee)     | 9' Gómez 24' Harwood-Bellis 90' Zirkzee 90+1' Ashimeru      |
| 23 september 2021(1) 20:45 Lotto Park Anderlecht Ref.: Erik Lambrechts Toeschouwers: 19.000               | RSC Anderlecht                                                                    | 1 – 1                                                 | AA Gent                                                                               | Van Crombrugge Murillo, Harwood-Bellis, Hoedt, Gómez Cullen, Verschaeren (71' Raman), Olsson El Hadj (46' Amuzu), Kouamé (86' Zirkzee), Refaelov (82' Ashimeru)                          | 28' Murillo 72' Cullen                                      |
| 23 september 2021(1) 20:45 Lotto Park Anderlecht Ref.: Erik Lambrechts Toeschouwers: 19.000               | Refaelov 59' (pen.)                                                               | 0 – 1 1 – 1                                           | 39' Castro-Montes                                                                     | Van Crombrugge Murillo, Harwood-Bellis, Hoedt, Gómez Cullen, Verschaeren (71' Raman), Olsson El Hadj (46' Amuzu), Kouamé (86' Zirkzee), Refaelov (82' Ashimeru)                          | 28' Murillo 72' Cullen                                      |
| 26 september 2021 18:30 Diaz Arena Oostende Ref.: Lothar D'hondt Toeschouwers: 5.008                      | KV Oostende                                                                       | 2 – 2                                                 | RSC Anderlecht                                                                        | Van Crombrugge Murillo, Harwood-Bellis, Hoedt, Gómez Amuzu (79' Verschaeren), Cullen, Olsson (79' Ashimeru), Refaelov (59' Raman) Zirkzee (89' Magallán), Kouamé                         | 35' Amuzu 47' Kouamé                                        |
| 26 september 2021 18:30 Diaz Arena Oostende Ref.: Lothar D'hondt Toeschouwers: 5.008                      | Gueye 7' Gueye 29'                                                                | 1 – 0 2 – 0 2 – 1 2 – 2                               | 64' Zirkzee 82' Raman                                                                 | Van Crombrugge Murillo, Harwood-Bellis, Hoedt, Gómez Amuzu (79' Verschaeren), Cullen, Olsson (79' Ashimeru), Refaelov (59' Raman) Zirkzee (89' Magallán), Kouamé                         | 35' Amuzu 47' Kouamé                                        |
| 3 oktober 2021 13:30 Lotto Park Anderlecht Ref.: Lawrence Visser Toeschouwers: 19.500                     | RSC Anderlecht                                                                    | 1 – 1                                                 | Club Brugge                                                                           | Van Crombrugge Murillo, Harwood-Bellis, Hoedt, Gómez Amuzu (88' El Hadj), Cullen, Olsson, Verschaeren, Refaelov (73' Raman) Zirkzee (84' Ashimeru)                                       | 52' Refaelov 70' Hoedt                                      |
| 3 oktober 2021 13:30 Lotto Park Anderlecht Ref.: Lawrence Visser Toeschouwers: 19.500                     | Raman 75'                                                                         | 0 – 1 1 – 1                                           | 15' Rits                                                                              | Van Crombrugge Murillo, Harwood-Bellis, Hoedt, Gómez Amuzu (88' El Hadj), Cullen, Olsson, Verschaeren, Refaelov (73' Raman) Zirkzee (84' Ashimeru)                                       | 52' Refaelov 70' Hoedt                                      |
| 17 oktober 2021 13:30 Stayen Sint-Truiden Ref.: Alexandre Boucaut Toeschouwers: 6.500                     | STVV                                                                              | 2 – 2                                                 | RSC Anderlecht                                                                        | Van Crombrugge Gómez (90+3' Murillo), Harwood-Bellis, Hoedt, Mykhaylichenko Amuzu (74' El Hadj), Cullen, Olsson (74' Ashimeru), Refaelov (64' Raman) Zirkzee (64' Verschaeren), Kouamé   |                                                             |
| 17 oktober 2021 13:30 Stayen Sint-Truiden Ref.: Alexandre Boucaut Toeschouwers: 6.500                     | Konaté 56' Leistner 90+4'                                                         | 0 – 1 1 – 1 1 – 2 2 – 2                               | 48' (pen.) Refaelov 78' (pen.) Gómez                                                  | Van Crombrugge Gómez (90+3' Murillo), Harwood-Bellis, Hoedt, Mykhaylichenko Amuzu (74' El Hadj), Cullen, Olsson (74' Ashimeru), Refaelov (64' Raman) Zirkzee (64' Verschaeren), Kouamé   |                                                             |
| 24 oktober 2021 16:00 Lotto Park Anderlecht Ref.: Christof Dierick Toeschouwers: 20.000                   | RSC Anderlecht                                                                    | 4 – 2                                                 | Beerschot                                                                             | Van Crombrugge Murillo, Harwood-Bellis, Hoedt, Gómez Verschaeren, Cullen, Olsson (75' Ashimeru), El Hadj (74' Amuzu) Raman (74' Zirkzee), Kouamé (90' Magallán)                          | 48' Harwood-Bellis 61' El Hadj 72' Olsson                   |
| 24 oktober 2021 16:00 Lotto Park Anderlecht Ref.: Christof Dierick Toeschouwers: 20.000                   | Gómez 45+2' (pen.) Shankland 54' (e.d.) Kouamé 70' Ashimeru 78'                   | 1 – 0 2 – 0 2 – 1 3 – 1 4 – 1 4 – 2                   | 56' Shankland 81' Dom                                                                 | Van Crombrugge Murillo, Harwood-Bellis, Hoedt, Gómez Verschaeren, Cullen, Olsson (75' Ashimeru), El Hadj (74' Amuzu) Raman (74' Zirkzee), Kouamé (90' Magallán)                          | 48' Harwood-Bellis 61' El Hadj 72' Olsson                   |
| 31 oktober 2021 18:30 Lotto Park Anderlecht Ref.: Jasper Vergoote Toeschouwers: 19.000                    | RSC Anderlecht                                                                    | 2 – 2                                                 | OH Leuven                                                                             | Van Crombrugge Murillo, Harwood-Bellis (89' Stroeykens), Hoedt, Gómez Verschaeren (69' Refaelov), Cullen, Olsson (78' Ashimeru), El Hadj (78' Amuzu) Zirkzee, Raman (77' Mykhaylichenko) | 44' Zirkzee 71' Murillo 90+8' Ashimeru                      |
| 31 oktober 2021 18:30 Lotto Park Anderlecht Ref.: Jasper Vergoote Toeschouwers: 19.000                    | Zirkzee 40' Zirkzee 90+4'                                                         | 0 – 1 0 – 2 1 – 2 2 – 2                               | 6' Kaba 15' Maertens                                                                  | Van Crombrugge Murillo, Harwood-Bellis (89' Stroeykens), Hoedt, Gómez Verschaeren (69' Refaelov), Cullen, Olsson (78' Ashimeru), El Hadj (78' Amuzu) Zirkzee, Raman (77' Mykhaylichenko) | 44' Zirkzee 71' Murillo 90+8' Ashimeru                      |
| 7 november 2021 18:30 Bosuilstadion Antwerpen Ref.: Jonathan Lardot Toeschouwers: 15.000                  | Antwerp                                                                           | 2 – 0                                                 | RSC Anderlecht                                                                        | Van Crombrugge Sardella (75' Mykhaylichenko), Harwood-Bellis, Hoedt, Gómez Verschaeren (59' Amuzu), Cullen, Olsson (83' Ashimeru), El Hadj (73' Refaelov) Zirkzee (59' Raman), Kouamé    | 31' Cullen 81' Hoedt 82' Harwood-Bellis                     |
| 7 november 2021 18:30 Bosuilstadion Antwerpen Ref.: Jonathan Lardot Toeschouwers: 15.000                  | Yusuf 63' Frey 82'                                                                | 1 – 0 2 – 0                                           |                                                                                       | Van Crombrugge Sardella (75' Mykhaylichenko), Harwood-Bellis, Hoedt, Gómez Verschaeren (59' Amuzu), Cullen, Olsson (83' Ashimeru), El Hadj (73' Refaelov) Zirkzee (59' Raman), Kouamé    | 31' Cullen 81' Hoedt 82' Harwood-Bellis                     |
| 21 november 2021 13:30 Lotto Park Anderlecht Ref.: Wim Smet Toeschouwers: 18.000                          | RSC Anderlecht                                                                    | 1 – 1                                                 | KV Kortrijk                                                                           | Van Crombrugge Mykhaylichenko, Magallán, Hoedt, Gómez Cullen, Olsson, Ashimeru (77' Verschaeren) Raman, Zirkzee, Kouamé (62' Amuzu)                                                      | 60' Raman                                                   |
| 21 november 2021 13:30 Lotto Park Anderlecht Ref.: Wim Smet Toeschouwers: 18.000                          | Sainsbury 51' (e.d.)                                                              | 0 – 1 1 – 1                                           | 36' Guèye                                                                             | Van Crombrugge Mykhaylichenko, Magallán, Hoedt, Gómez Cullen, Olsson, Ashimeru (77' Verschaeren) Raman, Zirkzee, Kouamé (62' Amuzu)                                                      | 60' Raman                                                   |
| 27 november 2021 20:45 Stade du Pays de Charleroi Charleroi Ref.: Erik Lambrechts Toeschouwers: 10.816    | Charleroi                                                                         | 1 – 3                                                 | RSC Anderlecht                                                                        | Van Crombrugge Murillo, Magallán, Hoedt, Gómez Amuzu (80' Ashimeru), Cullen, Olsson, Refaelov (71' Verschaeren) Kouamé, Zirkzee (80' Harwood-Bellis)                                     | 58' Amuzu                                                   |
| 27 november 2021 20:45 Stade du Pays de Charleroi Charleroi Ref.: Erik Lambrechts Toeschouwers: 10.816    | Ilaimaharitra 77'                                                                 | 0 – 1 0 – 2 1 – 2 1 – 3                               | 45' Refaelov 68' Gómez 86' (pen.) Gómez                                               | Van Crombrugge Murillo, Magallán, Hoedt, Gómez Amuzu (80' Ashimeru), Cullen, Olsson, Refaelov (71' Verschaeren) Kouamé, Zirkzee (80' Harwood-Bellis)                                     | 58' Amuzu                                                   |
| 5 december 2021 16:00 Lotto Park Anderlecht Ref.: Lawrence Visser Toeschouwers: 18.000                    | RSC Anderlecht                                                                    | 3 – 2                                                 | Zulte Waregem                                                                         | Van Crombrugge Murillo, Magallán, Hoedt, Gómez Verschaeren, Cullen, Olsson (89' Kana), Refaelov (89' Harwood-Bellis) Kouamé, Zirkzee (75' Ashimeru)                                      | 17' Murillo 42' Kouamé                                      |
| 5 december 2021 16:00 Lotto Park Anderlecht Ref.: Lawrence Visser Toeschouwers: 18.000                    | Zirkzee 27' Refaelov 61' Refaelov 73'                                             | 0 – 1 1 – 1 2 – 1 3 – 1 3 – 2                         | 25' Gano 81' Vossen                                                                   | Van Crombrugge Murillo, Magallán, Hoedt, Gómez Verschaeren, Cullen, Olsson (89' Kana), Refaelov (89' Harwood-Bellis) Kouamé, Zirkzee (75' Ashimeru)                                      | 17' Murillo 42' Kouamé                                      |
| Terugronde                                                                                                |                                                                                   |                                                       |                                                                                       | |                                                             |
| 11 december 2021 20:45 Pairaystadion Seraing Ref.: Jan Boterberg Toeschouwers: 2.000                      | Seraing                                                                           | 0 – 5                                                 | RSC Anderlecht                                                                        | Van Crombrugge Murillo, Magallán, Hoedt, Gómez (76' Mykhaylichenko) Verschaeren (71' Amuzu), Cullen, Olsson (60' Ashimeru), Refaelov (60' El Hadj) Kouamé (71' Raman), Zirkzee           | 29' Olsson 62' Ashimeru                                     |
| 11 december 2021 20:45 Pairaystadion Seraing Ref.: Jan Boterberg Toeschouwers: 2.000                      |                                                                                   | 0 – 1 0 – 2 0 – 3 0 – 4 0 – 5                         | 16' Kouamé 18' Refaelov 44' Zirkzee 72' El Hadj 85' (pen.) Raman                      | Van Crombrugge Murillo, Magallán, Hoedt, Gómez (76' Mykhaylichenko) Verschaeren (71' Amuzu), Cullen, Olsson (60' Ashimeru), Refaelov (60' El Hadj) Kouamé (71' Raman), Zirkzee           | 29' Olsson 62' Ashimeru                                     |
| 14 december 2021 21:00 Lotto Park Anderlecht Ref.: Jonathan Lardot Toeschouwers: 13.500                   | RSC Anderlecht                                                                    | 2 – 0                                                 | STVV                                                                                  | Van Crombrugge Murillo, Magallán, Hoedt, Gómez Verschaeren (90+2' Harwood-Bellis), Cullen, Olsson, Refaelov (89' Ashimeru) Kouamé, Zirkzee (66' Raman)                                   |                                                             |
| 14 december 2021 21:00 Lotto Park Anderlecht Ref.: Jonathan Lardot Toeschouwers: 13.500                   | Refaelov 60' Ashimeru 90+6'                                                       | 1 – 0 2 – 0                                           |                                                                                       | Van Crombrugge Murillo, Magallán, Hoedt, Gómez Verschaeren (90+2' Harwood-Bellis), Cullen, Olsson, Refaelov (89' Ashimeru) Kouamé, Zirkzee (66' Raman)                                   |                                                             |
| 19 december 2021 13:30 Jan Breydelstadion Brugge Ref.: Nathan Verboomen Toeschouwers: 28.000              | Club Brugge                                                                       | 2 – 2                                                 | RSC Anderlecht                                                                        | Van Crombrugge Murillo, Magallán, Hoedt, Gómez Verschaeren (46' Amuzu), Cullen, Olsson (77' Ashimeru), Refaelov Kouamé, Zirkzee (46' Raman)                                              | 80' Hoedt 89' Amuzu                                         |
| 19 december 2021 13:30 Jan Breydelstadion Brugge Ref.: Nathan Verboomen Toeschouwers: 28.000              | De Ketelaere 9' Vanaken 85'                                                       | 1 – 0 1 – 1 1 – 2 2 – 2                               | 73' Amuzu 80' Hoedt                                                                   | Van Crombrugge Murillo, Magallán, Hoedt, Gómez Verschaeren (46' Amuzu), Cullen, Olsson (77' Ashimeru), Refaelov Kouamé, Zirkzee (46' Raman)                                              | 80' Hoedt 89' Amuzu                                         |
| 27 december 2021 21:00 Olympisch Stadion Antwerpen Ref.: Wim Smet Toeschouwers: 0                         | Beerschot                                                                         | 0 – 7                                                 | RSC Anderlecht                                                                        | Van Crombrugge Murillo (46' Mykhaylichenko), Magallán, Hoedt, Gómez Verschaeren, Cullen (69' El Hadj), Olsson (46' Ashimeru), Refaelov (57' Raman) Kouamé (57' Amuzu), Zirkzee           |                                                             |
| 27 december 2021 21:00 Olympisch Stadion Antwerpen Ref.: Wim Smet Toeschouwers: 0                         |                                                                                   | 0 – 1 0 – 2 0 – 3 0 – 4 0 – 5 0 – 6 0 – 7             | 8' Verschaeren 19' Verschaeren 35' Zirkzee 47' Refaelov 63' Raman 68' Raman 72' Amuzu | Van Crombrugge Murillo (46' Mykhaylichenko), Magallán, Hoedt, Gómez Verschaeren, Cullen (69' El Hadj), Olsson (46' Ashimeru), Refaelov (57' Raman) Kouamé (57' Amuzu), Zirkzee           |                                                             |
| 16 januari 2022 18:30 Lotto Park Anderlecht Ref.: Bram Van Driessche Toeschouwers: 0                      | RSC Anderlecht                                                                    | 1 – 1                                                 | Standard Luik                                                                         | Van Crombrugge Murillo, Magallán, Hoedt, Gómez Verschaeren, Cullen, Olsson (63' Ashimeru), Refaelov Amuzu (63' Raman), Zirkzee                                                           | 82' Magallán                                                |
| 16 januari 2022 18:30 Lotto Park Anderlecht Ref.: Bram Van Driessche Toeschouwers: 0                      | Verschaeren 32'                                                                   | 1 – 0 1 – 1                                           | 86' Drăguș                                                                            | Van Crombrugge Murillo, Magallán, Hoedt, Gómez Verschaeren, Cullen, Olsson (63' Ashimeru), Refaelov Amuzu (63' Raman), Zirkzee                                                           | 82' Magallán                                                |
| 23 januari 2022 18:30 AFAS-stadion Achter de Kazerne Mechelen Ref.: Jan Boterberg Toeschouwers: 0         | KV Mechelen                                                                       | 0 – 1                                                 | RSC Anderlecht                                                                        | Van Crombrugge Murillo, Magallán, Hoedt, Gómez Verschaeren (83' Ashimeru), Cullen, Olsson, Refaelov (83' Delcroix) Raman (75' Amuzu), Zirkzee (87' Stroeykens)                           | 85' Murillo 89' Olsson                                      |
| 23 januari 2022 18:30 AFAS-stadion Achter de Kazerne Mechelen Ref.: Jan Boterberg Toeschouwers: 0         |                                                                                   | 0 – 1                                                 | 23' Zirkzee                                                                           | Van Crombrugge Murillo, Magallán, Hoedt, Gómez Verschaeren (83' Ashimeru), Cullen, Olsson, Refaelov (83' Delcroix) Raman (75' Amuzu), Zirkzee (87' Stroeykens)                           | 85' Murillo 89' Olsson                                      |
| 26 januari 2022 21:00 Lotto Park Anderlecht Ref.: Wesli De Cremer Toeschouwers: 0                         | RSC Anderlecht                                                                    | 0 – 2                                                 | Cercle Brugge                                                                         | Van Crombrugge Sardella, Magallán, Hoedt, Gómez Amuzu (66' Ashimeru), Cullen, Refaelov, Verschaeren (81' El Hadj) Raman (28' Delcroix (46' Debast)), Zirkzee (66' Stroeykens)            | 25' Hoedt 67' Magallán                                      |
| 26 januari 2022 21:00 Lotto Park Anderlecht Ref.: Wesli De Cremer Toeschouwers: 0                         |                                                                                   | 0 – 1 0 – 2                                           | 68' Matondo 87' Kanouté                                                               | Van Crombrugge Sardella, Magallán, Hoedt, Gómez Amuzu (66' Ashimeru), Cullen, Refaelov, Verschaeren (81' El Hadj) Raman (28' Delcroix (46' Debast)), Zirkzee (66' Stroeykens)            | 25' Hoedt 67' Magallán                                      |
| 30 januari 2022 13:30 Joseph Marienstadion Vorst Ref.: Erik Lambrechts Toeschouwers: 6.491                | Union Sint-Gillis                                                                 | 1 – 0                                                 | RSC Anderlecht                                                                        | Van Crombrugge Mykhaylichenko, Magallán, Hoedt, Gómez Verschaeren (61' Amuzu), Cullen, Olsson (83' El Hadj), Refaelov Kouamé (76' Stroeykens), Zirkzee (61' Raman)                       | 54' Refaelov                                                |
| 30 januari 2022 13:30 Joseph Marienstadion Vorst Ref.: Erik Lambrechts Toeschouwers: 6.491                | Nielsen 11'                                                                       | 1 – 0                                                 |                                                                                       | Van Crombrugge Mykhaylichenko, Magallán, Hoedt, Gómez Verschaeren (61' Amuzu), Cullen, Olsson (83' El Hadj), Refaelov Kouamé (76' Stroeykens), Zirkzee (61' Raman)                       | 54' Refaelov                                                |
| 6 februari 2022 18:30 Lotto Park Anderlecht Ref.: Nathan Verboomen Toeschouwers: 13.000                   | RSC Anderlecht                                                                    | 4 – 1                                                 | KAS Eupen                                                                             | Van Crombrugge Murillo, Debast, Magallán, Gómez Verschaeren (85' Amuzu), Ashimeru (85' Kana), Cullen, Refaelov (63' El Hadj) Kouamé (71' Raman), Zirkzee (71' Stroeykens)                |                                                             |
| 6 februari 2022 18:30 Lotto Park Anderlecht Ref.: Nathan Verboomen Toeschouwers: 13.000                   | Zirkzee 4' Kouamé 7' Zirkzee 24' Raman 88'                                        | 1 – 0 2 – 0 2 – 1 3 – 1 4 – 1                         | 13' Prevljak                                                                          | Van Crombrugge Murillo, Debast, Magallán, Gómez Verschaeren (85' Amuzu), Ashimeru (85' Kana), Cullen, Refaelov (63' El Hadj) Kouamé (71' Raman), Zirkzee (71' Stroeykens)                |                                                             |
| 12 februari 2022 20:45 Regenboogstadion Waregem Ref.: Jan Boterberg Toeschouwers: 7.445                   | Zulte Waregem                                                                     | 1 – 2                                                 | RSC Anderlecht                                                                        | Van Crombrugge Murillo, Debast, Hoedt, Gómez Verschaeren (90+2' El Hadj), Ashimeru (85' Olsson), Cullen, Refaelov (64' Amuzu) Kouamé (84' Raman), Zirkzee (84' Magallán)                 | 90' Debast                                                  |
| 12 februari 2022 20:45 Regenboogstadion Waregem Ref.: Jan Boterberg Toeschouwers: 7.445                   | Gano 74'                                                                          | 0 – 1 0 – 2 1 – 2                                     | 18' Kouamé 33' Refaelov                                                               | Van Crombrugge Murillo, Debast, Hoedt, Gómez Verschaeren (90+2' El Hadj), Ashimeru (85' Olsson), Cullen, Refaelov (64' Amuzu) Kouamé (84' Raman), Zirkzee (84' Magallán)                 | 90' Debast                                                  |
| 20 februari 2022 18:30 Lotto Park Anderlecht Ref.: Bram Van Driessche Toeschouwers: 18.000                | RSC Anderlecht                                                                    | 2 – 0                                                 | KRC Genk                                                                              | Van Crombrugge Murillo, Debast, Hoedt, Gómez Verschaeren (85' Amuzu), Ashimeru (80' Olsson), Cullen, Refaelov (61' El Hadj) Kouamé, Zirkzee (61' Raman)                                  | 19' Ashimeru 39' Verschaeren 44' Murillo 75' Kouamé         |
| 20 februari 2022 18:30 Lotto Park Anderlecht Ref.: Bram Van Driessche Toeschouwers: 18.000                | Ashimeru 36' Verschaeren 41'                                                      | 1 – 0 2 – 0                                           |                                                                                       | Van Crombrugge Murillo, Debast, Hoedt, Gómez Verschaeren (85' Amuzu), Ashimeru (80' Olsson), Cullen, Refaelov (61' El Hadj) Kouamé, Zirkzee (61' Raman)                                  | 19' Ashimeru 39' Verschaeren 44' Murillo 75' Kouamé         |
| 26 februari 2022 20:45 King Power at Den Dreef Stadion Heverlee Ref.: Erik Lambrechts Toeschouwers: 7.801 | OH Leuven                                                                         | 0 – 0                                                 | RSC Anderlecht                                                                        | Van Crombrugge Murillo, Debast (78' Magallán), Hoedt, Gómez Verschaeren, Ashimeru (85' Olsson), Cullen, Refaelov (63' El Hadj) Kouamé (84' Stroeykens), Zirkzee (64' Raman)              | 45+15' Cullen 65' Murillo 83' Ashimeru 88' Murillo          |
| 26 februari 2022 20:45 King Power at Den Dreef Stadion Heverlee Ref.: Erik Lambrechts Toeschouwers: 7.801 |                                                                                   |                                                       |                                                                                       | Van Crombrugge Murillo, Debast (78' Magallán), Hoedt, Gómez Verschaeren, Ashimeru (85' Olsson), Cullen, Refaelov (63' El Hadj) Kouamé (84' Stroeykens), Zirkzee (64' Raman)              | 45+15' Cullen 65' Murillo 83' Ashimeru 88' Murillo          |
| 6 maart 2022 16:00 Lotto Park Anderlecht Ref.: Wesli De Cremer Toeschouwers: 19.000                       | RSC Anderlecht                                                                    | 3 – 0                                                 | KV Oostende                                                                           | Van Crombrugge Mykhaylichenko (81' Sardella), Magallán, Hoedt, Gómez Verschaeren, Ashimeru (85' Olsson), Cullen, Refaelov (72' Amuzu) Kouamé (85' Stroeykens), Zirkzee (72' Raman)       | 44' Hoedt                                                   |
| 6 maart 2022 16:00 Lotto Park Anderlecht Ref.: Wesli De Cremer Toeschouwers: 19.000                       | Refaelov 50' Verschaeren 78' Raman 82'                                            | 1 – 0 2 – 0 3 – 0                                     |                                                                                       | Van Crombrugge Mykhaylichenko (81' Sardella), Magallán, Hoedt, Gómez Verschaeren, Ashimeru (85' Olsson), Cullen, Refaelov (72' Amuzu) Kouamé (85' Stroeykens), Zirkzee (72' Raman)       | 44' Hoedt                                                   |
| 13 maart 2022 13:30 Lotto Park Anderlecht Ref.: Lawrence Visser Toeschouwers: 19.000                      | RSC Anderlecht                                                                    | 2 – 1                                                 | Antwerp                                                                               | Van Crombrugge Murillo, Magallán, Kana (54' Sardella), Gómez Verschaeren (90+1' Mykhaylichenko), Ashimeru, Cullen, Refaelov (68' Amuzu) Kouamé, Zirkzee (68' Raman)                      | 34' Gómez 75' Sardella 90+5' Kouamé                         |
| 13 maart 2022 13:30 Lotto Park Anderlecht Ref.: Lawrence Visser Toeschouwers: 19.000                      | Zirkzee 24' Refaelov 59' (pen.)                                                   | 1 – 0 1 – 1 2 – 1                                     | 42' Yusuf                                                                             | Van Crombrugge Murillo, Magallán, Kana (54' Sardella), Gómez Verschaeren (90+1' Mykhaylichenko), Ashimeru, Cullen, Refaelov (68' Amuzu) Kouamé, Zirkzee (68' Raman)                      | 34' Gómez 75' Sardella 90+5' Kouamé                         |
| 20 maart 2022 18:30 Ghelamco Arena Gent Ref.: Jonathan Lardot Toeschouwers: 19.999                        | AA Gent                                                                           | 1 – 0                                                 | RSC Anderlecht                                                                        | Van Crombrugge Murillo, Magallán, Hoedt, Gómez Verschaeren (85' Amuzu), Ashimeru, Cullen, Refaelov (77' El Hadj) Kouamé, Zirkzee (78' Raman)                                             | 19' Magallán 29' Gómez                                      |
| 20 maart 2022 18:30 Ghelamco Arena Gent Ref.: Jonathan Lardot Toeschouwers: 19.999                        | Tissoudali 81'                                                                    | 1 – 0                                                 |                                                                                       | Van Crombrugge Murillo, Magallán, Hoedt, Gómez Verschaeren (85' Amuzu), Ashimeru, Cullen, Refaelov (77' El Hadj) Kouamé, Zirkzee (78' Raman)                                             | 19' Magallán 29' Gómez                                      |
| 3 april 2022 18:30 Lotto Park Anderlecht Ref.: Erik Lambrechts Toeschouwers: 20.000                       | RSC Anderlecht                                                                    | 4 – 0                                                 | Charleroi                                                                             | Van Crombrugge Murillo, Magallán, Hoedt, Gómez (85' Mykhaylichenko) Verschaeren (36' El Hadj), Olsson (85' Kana), Cullen, Refaelov (73' Amuzu) Kouamé, Zirkzee (73' Raman)               | 60' Olsson                                                  |
| 3 april 2022 18:30 Lotto Park Anderlecht Ref.: Erik Lambrechts Toeschouwers: 20.000                       | Kouamé 19' Zirkzee 62' Amuzu 79' Murillo 86'                                      | 1 – 0 2 – 0 3 – 0 4 – 0                               |                                                                                       | Van Crombrugge Murillo, Magallán, Hoedt, Gómez (85' Mykhaylichenko) Verschaeren (36' El Hadj), Olsson (85' Kana), Cullen, Refaelov (73' Amuzu) Kouamé, Zirkzee (73' Raman)               | 60' Olsson                                                  |
| 10 april 2022 18:30 Guldensporenstadion Kortrijk Ref.: Jan Boterberg Toeschouwers: 9.000                  | KV Kortrijk                                                                       | 2 – 3                                                 | RSC Anderlecht                                                                        | Van Crombrugge Murillo, Magallán, Hoedt, Gómez (74' Mykhaylichenko) El Hadj (63' Amuzu), Olsson, Cullen, Refaelov (75' Arnstad) Kouamé, Zirkzee (75' Raman)                              | 19' Hoedt                                                   |
| 10 april 2022 18:30 Guldensporenstadion Kortrijk Ref.: Jan Boterberg Toeschouwers: 9.000                  | Sainsbury 20' (pen.) Reynolds 67'                                                 | 1 – 0 1 – 1 1 – 2 1 – 3 2 – 3                         | 25' Zirkzee 52' El Hadj 57' Kouamé                                                    | Van Crombrugge Murillo, Magallán, Hoedt, Gómez (74' Mykhaylichenko) El Hadj (63' Amuzu), Olsson, Cullen, Refaelov (75' Arnstad) Kouamé, Zirkzee (75' Raman)                              | 19' Hoedt                                                   |

(1): Deze wedstrijd stond oorspronkelijk gepland op 22 augustus, maar werd uitgesteld omwille van de kwalificatiewedstrijden voor de Europe Conference League op 19 en 26 augustus.

#### Overzicht
| Speeldag  | 1  | 2  | 3 | 4 | 5  | 6  | 7  | 8  | 9  | 10 | 11 | 12 | 13 | 14 | 15 | 16 | 17 | 18 | 19 | 20 | 21 | 22 | 23 | 24 | 25 | 26 | 27 | 28 | 29 | 30 | 31 | 32 | 33 | 34 |
| --------- | -- | -- | - | - | -- | -- | -- | -- | -- | -- | -- | -- | -- | -- | -- | -- | -- | -- | -- | -- | -- | -- | -- | -- | -- | -- | -- | -- | -- | -- | -- | -- | -- | -- |
| Resultaat | v  | g  | w | w | g  | v  | w  | w  | g  | g  | g  | w  | g  | v  | g  | w  | w  | w  | w  | g  | w  | g  | w  | v  | v  | w  | w  | w  | g  | w  | w  | v  | w  | w  |
| Punten    | 0  | 1  | 4 | 7 | 14 | 7  | 10 | 13 | 15 | 16 | 17 | 20 | 21 | 21 | 22 | 25 | 28 | 31 | 34 | 35 | 38 | 39 | 42 | 42 | 42 | 45 | 48 | 51 | 52 | 55 | 58 | 58 | 61 | 64 |
| Positie   | 16 | 17 | 9 | 6 | 3  | 12 | 7  | 5  | 6  | 7  | 8  | 6  | 6  | 8  | 6  | 6  | 5  | 5  | 4  | 5  | 3  | 4  | 4  | 4  | 4  | 4  | 4  | 4  | 4  | 4  | 3  | 5  | 4  | 3  |

#### Klassement
| Pos | Team               | Wed | W  | G  | V  | Ptn | DV | DT | +/− |      |
| --- | ------------------ | --- | -- | -- | -- | --- | -- | -- | --- | ---- |
| 1   | Union Sint-Gillis  | 34  | 24 | 5  | 5  | 77  | 78 | 27 | +51 | PO 1 |
| 2   | Club Brugge        | 34  | 21 | 9  | 4  | 72  | 72 | 37 | +35 | PO 1 |
| 3   | RSC Anderlecht     | 34  | 18 | 10 | 6  | 64  | 72 | 36 | +36 | PO 1 |
| 4   | Antwerp FC         | 34  | 19 | 6  | 9  | 63  | 55 | 38 | +17 | PO 1 |
| 5   | KAA Gent           | 34  | 18 | 8  | 8  | 62  | 56 | 30 | +26 | PO 2 |
| 6   | Sporting Charleroi | 34  | 15 | 9  | 10 | 54  | 55 | 46 | +9  | PO 2 |
| 7   | KV Mechelen        | 34  | 15 | 7  | 12 | 52  | 57 | 61 | −4  | PO 2 |

### Champions' play-off

#### Wedstrijden
| Champions' play offs                                                                     |                                     |                         |                                           | |                                      |
| Wedstrijddetails                                                                         | Thuisploeg                          | Uitslag                 | Uitploeg                                  | Opstelling | Kaarten                              |
| Heenronde                                                                                |                                     |                         |                                           | |                                      |
| 24 april 2022 18:30 Joseph Marienstadion Vorst Ref.: Jonathan Lardot Toeschouwers: 8.700 | Union Sint-Gillis                   | 3 – 1                   | RSC Anderlecht                            | Van Crombrugge Murillo, Magallán, Hoedt, Mykhaylichenko Verschaeren (83' El Hadj), Kana (84' Olsson), Cullen, Refaelov (69' Amuzu) Kouamé, Zirkzee (69' Raman)                   | 31' Cullen 50' Murillo               |
| 24 april 2022 18:30 Joseph Marienstadion Vorst Ref.: Jonathan Lardot Toeschouwers: 8.700 | Nieuwkoop 2' Vanzeir 12' Mitoma 52' | 1 – 0 2 – 0 2 – 1 3 – 1 | 26' Cullen                                | Van Crombrugge Murillo, Magallán, Hoedt, Mykhaylichenko Verschaeren (83' El Hadj), Kana (84' Olsson), Cullen, Refaelov (69' Amuzu) Kouamé, Zirkzee (69' Raman)                   | 31' Cullen 50' Murillo               |
| 1 mei 2022 18:30 Lotto Park Anderlecht Ref.: Nathan Verboomen Toeschouwers: 20.000       | RSC Anderlecht                      | 0 – 0                   | Club Brugge                               | Van Crombrugge Murillo, Magallán (46' Delcroix), Hoedt, Gómez Arnstad (86' Refaelov), Kana, Cullen, Amuzu (66' El Hadj) Kouamé, Zirkzee (46' Raman)                              | 14' Magallán 86' Kouamé              |
| 1 mei 2022 18:30 Lotto Park Anderlecht Ref.: Nathan Verboomen Toeschouwers: 20.000       |                                     |                         |                                           | Van Crombrugge Murillo, Magallán (46' Delcroix), Hoedt, Gómez Arnstad (86' Refaelov), Kana, Cullen, Amuzu (66' El Hadj) Kouamé, Zirkzee (46' Raman)                              | 14' Magallán 86' Kouamé              |
| 8 mei 2022 18:30 Bosuilstadion Antwerpen Ref.: Jonathan Lardot Toeschouwers: 13.876      | Antwerp                             | 0 – 4                   | RSC Anderlecht                            | Verbruggen Murillo, Delcroix, Hoedt, Gómez (64' Mykhaylichenko) Arnstad (64' El Hadj), Kana, Cullen , Amuzu (68' Olsson) Kouamé (63' Refaelov), Zirkzee (63' Raman)              | 9' Arnstad 28' Kouamé                |
| 8 mei 2022 18:30 Bosuilstadion Antwerpen Ref.: Jonathan Lardot Toeschouwers: 13.876      |                                     | 0 – 1 0 – 2 0 – 3 0 – 4 | 10' Amuzu 48' Zirkzee 53' Amuzu 55' Amuzu | Verbruggen Murillo, Delcroix, Hoedt, Gómez (64' Mykhaylichenko) Arnstad (64' El Hadj), Kana, Cullen , Amuzu (68' Olsson) Kouamé (63' Refaelov), Zirkzee (63' Raman)              | 9' Arnstad 28' Kouamé                |
| Terugronde                                                                               |                                     |                         |                                           | |                                      |
| 12 mei 2022 20:30 Lotto Park Anderlecht Ref.: Nicolas Laforge Toeschouwers: 19.000       | RSC Anderlecht                      | 2 – 1                   | Antwerp                                   | Van Crombrugge Murillo, Delcroix, Hoedt, Gómez (61' Mykhaylichenko) Arnstad, Kana, Cullen , Amuzu (81' Magallán) Kouamé, Zirkzee (61' Verschaeren)                               | 66' Mykhaylichenko 90+2' Verschaeren |
| 12 mei 2022 20:30 Lotto Park Anderlecht Ref.: Nicolas Laforge Toeschouwers: 19.000       | Gómez 14' (pen.) Amuzu 44'          | 1 – 0 2 – 0 2 – 1       | 84' Seck                                  | Van Crombrugge Murillo, Delcroix, Hoedt, Gómez (61' Mykhaylichenko) Arnstad, Kana, Cullen , Amuzu (81' Magallán) Kouamé, Zirkzee (61' Verschaeren)                               | 66' Mykhaylichenko 90+2' Verschaeren |
| 15 mei 2022 18:30 Lotto Park Anderlecht Ref.: Bram Van Driessche Toeschouwers: 21.000    | RSC Anderlecht                      | 0 – 2                   | Union Sint-Gillis                         | Van Crombrugge Murillo, Delcroix, Hoedt, Gómez Arnstad (52' Verschaeren), Kana (70' Olsson), Cullen , Amuzu (83' Refaelov) Kouamé, Zirkzee (61' Verschaeren)                     | 6' Hoedt 21' Kana 87' Murillo        |
| 15 mei 2022 18:30 Lotto Park Anderlecht Ref.: Bram Van Driessche Toeschouwers: 21.000    |                                     | 0 – 1 0 – 2             | 2' Mitoma 49' Undav                       | Van Crombrugge Murillo, Delcroix, Hoedt, Gómez Arnstad (52' Verschaeren), Kana (70' Olsson), Cullen , Amuzu (83' Refaelov) Kouamé, Zirkzee (61' Verschaeren)                     | 6' Hoedt 21' Kana 87' Murillo        |
| 22 mei 2022 18:30 Jan Breydelstadion Brugge Ref.: Lothar D'hondt Toeschouwers: 28.000    | Club Brugge                         | 1 – 1                   | RSC Anderlecht                            | Van Crombrugge Sadiki, Delcroix, Hoedt, Gómez (46' Mykhaylichenko) Amuzu (82' Duranville), Kana (83' El Hadj), Cullen , Verschaeren (73' Arnstad) Kouamé, Zirkzee (73' Refaelov) | 55' Hoedt 90+3' Mykhaylichenko       |
| 22 mei 2022 18:30 Jan Breydelstadion Brugge Ref.: Lothar D'hondt Toeschouwers: 28.000    | Skov Olsen 39'                      | 1 – 0 1 – 1             | 87' (e.d.) Hendry                         | Van Crombrugge Sadiki, Delcroix, Hoedt, Gómez (46' Mykhaylichenko) Amuzu (82' Duranville), Kana (83' El Hadj), Cullen , Verschaeren (73' Arnstad) Kouamé, Zirkzee (73' Refaelov) | 55' Hoedt 90+3' Mykhaylichenko       |

#### Overzicht
| Speeldag  | 1  | 2  | 3  | 4  | 5  | 6  |
| --------- | -- | -- | -- | -- | -- | -- |
| Resultaat | v  | g  | w  | w  | v  | g  |
| Punten    | 32 | 33 | 36 | 39 | 39 | 40 |
| Positie   | 3  | 3  | 3  | 3  | 3  | 3  |

#### Klassement
| Pos | Team              | Wed | W | G | V | Ptn | DV | DT | +/− |                                     |  | CLU | USG | AND | ANT |
| --- | ----------------- | --- | - | - | - | --- | -- | -- | --- | ----------------------------------- |  | --- | --- | --- | --- |
| 1   | Club Brugge (K)   | 6   | 4 | 2 | 0 | 50  | 8  | 2  | +6  | Groepsfase Champions League         |  | —   | 1–0 | 1–1 | 1–0 |
| 2   | Union Sint-Gillis | 6   | 2 | 1 | 3 | 46  | 5  | 5  | 0   | Voorrondes Champions League         |  | 0–2 | —   | 3–1 | 0–1 |
| 3   | RSC Anderlecht    | 6   | 2 | 2 | 2 | 40  | 8  | 7  | +1  | Voorrondes Europa Conference League |  | 0–0 | 0–2 | —   | 2–1 |
| 4   | Antwerp FC        | 6   | 1 | 1 | 4 | 36  | 3  | 10 | −7  | Voorrondes Europa Conference League |  | 1–3 | 0–0 | 0–4 | —   |

## UEFA Europa Conference League

### Wedstrijden
| UEFA Europa Conference League                                                          |                                     |                                     |                                      | |                                                        |
| Wedstrijddetails                                                                       | Thuisploeg                          | Uitslag                             | Uitploeg                             | Opstelling | Kaarten                                                |
| Derde kwalificatieronde                                                                |                                     |                                     |                                      | |                                                        |
| 5 augustus 2021 19:00 Elbasan Arena Elbasan Ref.: José María Sánchez Toeschouwers: 800 | KF Laçi                             | 0 – 3                               | RSC Anderlecht                       | Van Crombrugge Harwood-Bellis, Hoedt, Delcroix (87' Murillo) Sardella, Cullen, Olsson (63' Ashimeru), Gómez (69' Mykhaylichenko) Verschaeren, Raman (63' Zirkzee), Refaelov (72' El Hadj) | 22' Olsson 78' Ashimeru 86' Harwood-Bellis             |
| 5 augustus 2021 19:00 Elbasan Arena Elbasan Ref.: José María Sánchez Toeschouwers: 800 |                                     | 0 – 1 0 – 2 0 – 3                   | 28' Delcroix 43' Hoedt 62' Refaelov  | Van Crombrugge Harwood-Bellis, Hoedt, Delcroix (87' Murillo) Sardella, Cullen, Olsson (63' Ashimeru), Gómez (69' Mykhaylichenko) Verschaeren, Raman (63' Zirkzee), Refaelov (72' El Hadj) | 22' Olsson 78' Ashimeru 86' Harwood-Bellis             |
| 12 augustus 2021 20:00 Lotto Park Anderlecht Ref.: Stuart Attwell Toeschouwers: 4.256  | RSC Anderlecht                      | 2 – 1 (5 – 1)                       | KF Laçi                              | Van Crombrugge Sardella, Harwood-Bellis, Hoedt, Gómez (46' Mykhaylichenko) Amuzu, Cullen, Olsson (46' Kana) El Hadj (81' Bundu), Raman (57' Verschaeren), Thelin (89' Stroeykens)         | 38' Sardella 45+1' Olsson 70' Hoedt 82' Mykhaylichenko |
| 12 augustus 2021 20:00 Lotto Park Anderlecht Ref.: Stuart Attwell Toeschouwers: 4.256  | Amuzu 33' Verschaeren 72'           | 1 – 0 2 – 0 2 – 1                   | 85' Lushkja                          | Van Crombrugge Sardella, Harwood-Bellis, Hoedt, Gómez (46' Mykhaylichenko) Amuzu, Cullen, Olsson (46' Kana) El Hadj (81' Bundu), Raman (57' Verschaeren), Thelin (89' Stroeykens)         | 38' Sardella 45+1' Olsson 70' Hoedt 82' Mykhaylichenko |
| Play-offronde                                                                          |                                     |                                     |                                      | |                                                        |
| 19 augustus 2021 20:00 Lotto Park Anderlecht Ref.: Duje Strukan Toeschouwers: 7.877    | RSC Anderlecht                      | 3 – 3                               | SBV Vitesse                          | Van Crombrugge Murillo, Hoedt, Delcroix, Gómez Amuzu (69' Ashimeru), Cullen, Olsson, Refaelov Zirkzee (68' Thelin), Raman (83' Verschaeren)                                               | 43' Cullen 90+7' Thelin                                |
| 19 augustus 2021 20:00 Lotto Park Anderlecht Ref.: Duje Strukan Toeschouwers: 7.877    | Raman 10' Raman 34' Verschaeren 90' | 1 – 0 1 – 1 2 – 1 2 – 2 2 – 3 3 – 3 | 31' Dasa 46' Frederiksen 72' Tannane | Van Crombrugge Murillo, Hoedt, Delcroix, Gómez Amuzu (69' Ashimeru), Cullen, Olsson, Refaelov Zirkzee (68' Thelin), Raman (83' Verschaeren)                                               | 43' Cullen 90+7' Thelin                                |
| 26 augustus 2021 19:00 GelreDome Arnhem Ref.: Bartosz Frankowski Toeschouwers: 10.618  | SBV Vitesse                         | 2 – 1 (5 – 4)                       | RSC Anderlecht                       | Van Crombrugge Murillo, Harwood-Bellis, Hoedt, Gómez Amuzu (71' Verschaeren), Cullen, Olsson, Refaelov Zirkzee (71' Thelin), Raman (71' Dauda)                                            | 10' Hoedt 30' Olsson 67' Amuzu                         |
| 26 augustus 2021 19:00 GelreDome Arnhem Ref.: Bartosz Frankowski Toeschouwers: 10.618  | Wittek 4' Wittek 49'                | 1 – 0 2 – 0 2 – 1                   | 81' Refaelov                         | Van Crombrugge Murillo, Harwood-Bellis, Hoedt, Gómez Amuzu (71' Verschaeren), Cullen, Olsson, Refaelov Zirkzee (71' Thelin), Raman (71' Dauda)                                            | 10' Hoedt 30' Olsson 67' Amuzu                         |

### Derde voorronde (heen)
|                                                          |         |                |                                     |                                                                             |
| 5 augustus 2021 Voorrondes UEFA Europa Conference League | KF Laçi | 0 – 3          | RSC Anderlecht                      | Elbasan Arena, Elbasan Toeschouwers: 980 Scheidsrechter: José María Sánchez |
| 5 augustus 2021 Voorrondes UEFA Europa Conference League |         | Wedstrijdfiche | 27' Delcroix 42' Hoedt 61' Refaelov | Elbasan Arena, Elbasan Toeschouwers: 980 Scheidsrechter: José María Sánchez |

| Laçi | Anderlecht |

| Laçi (4–3–3 punt naar achteren): |    |                       |           |
|                                  |    |                       |           |
| GK                               | 1  | Alen Sherri           |           |
| RB                               | 4  | Marko Roganović       |           |
| CB                               | 13 | Renato Malota         |           |
| CB                               | 55 | Aleksandar Ignjatović |           |
| LB                               | 23 | Bashkim Velija        |           |
| DM                               | 8  | Klinti Qato           | 46'       |
| CM                               | 21 | Ardit Deliu           | 86'       |
| CM                               | 10 | Regi Lushkja          | 86'       |
| RW                               | 99 | Dejan Zarubica        |           |
| CF                               | 20 | Saliou Guindo         | 78'       |
| LW                               | 27 | Ilirid Ademi          | 38' 70'   |
| Wisselspelers:                   |    |                       |           |
|                                  |    |                       |           |
| FW                               | 95 | Iljasa Zulfiu         | 46'       |
| DF                               | 33 | Renato Ziko           | 70'       |
| FW                               | 7  | Fatmir Prengaj        | 78'       |
| MF                               | 31 | Arbër Deliu           | 86' 90+5' |
| MF                               | 22 | Henri Sulovari        | 86'       |
| Coach:                           |    |                       |           |
| Shpëtim Duro                     |    |                       |           |

| Anderlecht (3–4–3): |    |                        |         |
|                     |    |                        |         |
| GK                  | 30 | Hendrik Van Crombrugge |         |
| CB                  | 4  | Wesley Hoedt           |         |
| CB                  | 3  | Hannes Delcroix        |         |
| CB                  | 6  | Taylor Harwood-Bellis  | 85'     |
| RM                  | 54 | Killian Sardella       |         |
| CM                  | 8  | Josh Cullen            |         |
| CM                  | 20 | Kristoffer Olsson      | 21' 62' |
| LM                  | 17 | Sergio Gómez           | 70'     |
| RW                  | 11 | Lior Refaelov          | 70'     |
| CF                  | 9  | Benito Raman           | 62'     |
| LW                  | 51 | Yari Verschaeren       | 90+5'   |
| Wisselspelers:      |    |                        |         |
|                     |    |                        |         |
| MF                  | 18 | Majeed Ashimeru        | 62' 77' |
| FW                  | 23 | Joshua Zirkzee         | 62'     |
| DF                  | 14 | Bohdan Mychajlytsjenko | 70'     |
| MF                  | 46 | Anouar Ait El Hadj     | 70'     |
| Coach:              |    |                        |         |
| Vincent Kompany     |    |                        |         |

### Derde voorronde (terug)
|                                                           |                           |                |             |                                                                           |
| 12 augustus 2021 Voorrondes UEFA Europa Conference League | RSC Anderlecht            | 2 – 1          | KF Laçi     | Lotto Park, Anderlecht Toeschouwers: 6.000 Scheidsrechter: Stuart Attwell |
| 12 augustus 2021 Voorrondes UEFA Europa Conference League | 32' Amuzu 71' Verschaeren | Wedstrijdfiche | 84' Lushkja | Lotto Park, Anderlecht Toeschouwers: 6.000 Scheidsrechter: Stuart Attwell |

| Anderlecht | Laçi |

| Anderlecht (4–4–2): |    |                        |         |
|                     |    |                        |         |
| GK                  | 30 | Hendrik Van Crombrugge |         |
| RB                  | 54 | Killian Sardella       | 37'     |
| CB                  | 6  | Taylor Harwood-Bellis  |         |
| CB                  | 4  | Wesley Hoedt           | 69'     |
| LB                  | 17 | Sergio Gómez           | 46'     |
| RM                  | 7  | Francis Amuzu          |         |
| CM                  | 8  | Josh Cullen            |         |
| CM                  | 20 | Kristoffer Olsson      | 45' 46' |
| LM                  | 46 | Anouar Ait El Hadj     | 80'     |
| RF                  | 24 | Isaac Kiese Thelin     | 88'     |
| LF                  | 9  | Benito Raman           | 55'     |
| Wisselspelers:      |    |                        |         |
|                     |    |                        |         |
| DF                  | 14 | Bohdan Mychajlytsjenko | 46' 81' |
| MF                  | 55 | Marco Kana             | 46'     |
| FW                  | 51 | Yari Verschaeren       | 55'     |
| FW                  | 19 | Mustapha Bundu         | 80'     |
| MF                  | 52 | Mario Stroeykens       | 88'     |
| Coach:              |    |                        |         |
| Vincent Kompany     |    |                        |         |

| Laçi (4–3–3 punt naar achteren): |    |                       |     |
|                                  |    |                       |     |
| GK                               | 1  | Alen Sherri           |     |
| RB                               | 4  | Marko Roganović       |     |
| CB                               | 13 | Renato Malota         |     |
| CB                               | 55 | Aleksandar Ignjatović |     |
| LB                               | 23 | Bashkim Velija        | 86' |
| DM                               | 6  | Juljan Shehu          | 27' |
| CM                               | 95 | Iljasa Zulfiu         | 78' |
| CM                               | 10 | Regi Lushkja          | 86' |
| RW                               | 99 | Dejan Zarubica        |     |
| CF                               | 20 | Saliou Guindo         |     |
| LW                               | 27 | Ilirid Ademi          | 58' |
| Wisselspelers:                   |    |                       |     |
|                                  |    |                       |     |
| DF                               | 33 | Renato Ziko           | 58' |
| MF                               | 8  | Klinti Qato           | 78' |
| MF                               | 31 | Arbër Deliu           | 86' |
| MF                               | 22 | Henri Sulovari        | 86' |
| Coach:                           |    |                       |     |
| Shpëtim Duro                     |    |                       |     |

### Play-offs (heen)
|                                                          |                                               |                |                                            |                                                                         |
| 19 augustus 2021 Play-offs UEFA Europa Conference League | RSC Anderlecht                                | 3 – 3          | Vitesse                                    | Lotto Park, Anderlecht Toeschouwers: 8.700 Scheidsrechter: Duje Strukan |
| 19 augustus 2021 Play-offs UEFA Europa Conference League | 10', 34' Raman 90' Verschaeren 90+4' Refaelov | Wedstrijdfiche | 31' Dasa 46' Baden Frederiksen 72' Tannane | Lotto Park, Anderlecht Toeschouwers: 8.700 Scheidsrechter: Duje Strukan |

| Anderlecht | Vitesse |

| Anderlecht (4–4–2): |    |                        |     |
|                     |    |                        |     |
| GK                  | 30 | Hendrik Van Crombrugge |     |
| RB                  | 62 | Michael Murillo        |     |
| CB                  | 4  | Wesley Hoedt           |     |
| CB                  | 3  | Hannes Delcroix        |     |
| LB                  | 17 | Sergio Gómez           |     |
| RM                  | 7  | Francis Amuzu          | 68' |
| CM                  | 8  | Josh Cullen            | 43' |
| CM                  | 20 | Kristoffer Olsson      |     |
| LM                  | 11 | Lior Refaelov          |     |
| RF                  | 9  | Benito Raman           | 83' |
| LF                  | 23 | Joshua Zirkzee         | 68' |
| Wisselspelers:      |    |                        |     |
|                     |    |                        |     |
| MF                  | 18 | Majeed Ashimeru        | 68' |
| FW                  | 24 | Isaac Kiese Thelin     | 68' |
| FW                  | 51 | Yari Verschaeren       | 83' |
| Coach:              |    |                        |     |
| Vincent Kompany     |    |                        |     |

| Vitesse (3–5–2 offensief): |    |                           |         |
|                            |    |                           |         |
| GK                         | 1  | Markus Schubert           | 66'     |
| CB                         | 16 | Dominik Oroz              |         |
| CB                         | 10 | Riechedly Bazoer          | 24'     |
| CB                         | 18 | Tomáš Hájek               |         |
| RWB                        | 2  | Eli Dasa                  | 76'     |
| CM                         | 21 | Matúš Bero                | 37'     |
| CM                         | 8  | Sondre Tronstad           |         |
| LWB                        | 32 | Maximilian Wittek         | 88'     |
| AM                         | 20 | Yann Gboho                | 90+2'   |
| RF                         | 11 | Nikolai Baden Frederiksen | 66'     |
| LF                         | 9  | Oussama Darfalou          | 85' 85' |
| Wisselspelers:             |    |                           |         |
|                            |    |                           |         |
| MF                         | 14 | Oussama Tannane           | 66' 73' |
| FW                         | 29 | Thomas Buitink            | 85' 89' |
| MF                         | 36 | Patrick Vroegh            | 90+2'   |
| Coach:                     |    |                           |         |
| Thomas Letsch              |    |                           |         |

### Play-offs (terug)
|                                                          |                |                |                |                                                                           |
| 26 augustus 2021 Play-offs UEFA Europa Conference League | Vitesse        | 2 – 1          | RSC Anderlecht | GelreDome, Arnhem Toeschouwers: 10.618 Scheidsrechter: Bartosz Frankowski |
| 26 augustus 2021 Play-offs UEFA Europa Conference League | 4', 49' Wittek | Wedstrijdfiche | 80' Refaelov   | GelreDome, Arnhem Toeschouwers: 10.618 Scheidsrechter: Bartosz Frankowski |

| Vitesse | Anderlecht |

| Vitesse (3–5–2 offensief): |    |                           |           |
|                            |    |                           |           |
| GK                         | 1  | Markus Schubert           | 66'       |
| CB                         | 16 | Dominik Oroz              |           |
| CB                         | 10 | Riechedly Bazoer          | 8'        |
| CB                         | 18 | Tomáš Hájek               | 71'       |
| RWB                        | 2  | Eli Dasa                  |           |
| CM                         | 21 | Matúš Bero                |           |
| CM                         | 8  | Sondre Tronstad           |           |
| LWB                        | 32 | Maximilian Wittek         |           |
| AM                         | 20 | Yann Gboho                | 86'       |
| RF                         | 11 | Nikolai Baden Frederiksen | 73'       |
| LF                         | 7  | Loïs Openda               | 84'       |
| Wisselspelers:             |    |                           |           |
|                            |    |                           |           |
| FW                         | 9  | Oussama Darfalou          | 73'       |
| FW                         | 29 | Thomas Buitink            | 84' 90+3' |
| MF                         | 36 | Patrick Vroegh            | 86'       |
| Coach:                     |    |                           |           |
| Thomas Letsch              |    |                           |           |

| Anderlecht (4–4–2): |    |                        |         |
|                     |    |                        |         |
| GK                  | 30 | Hendrik Van Crombrugge |         |
| RB                  | 62 | Michael Murillo        |         |
| CB                  | 6  | Taylor Harwood-Bellis  |         |
| CB                  | 4  | Wesley Hoedt           | 9'      |
| LB                  | 17 | Sergio Gómez           |         |
| RM                  | 7  | Francis Amuzu          | 66' 70' |
| CM                  | 8  | Josh Cullen            |         |
| CM                  | 20 | Kristoffer Olsson      | 29'     |
| LM                  | 11 | Lior Refaelov          |         |
| RF                  | 9  | Benito Raman           | 70'     |
| LF                  | 23 | Joshua Zirkzee         | 70'     |
| Wisselspelers:      |    |                        |         |
|                     |    |                        |         |
| MF                  | 51 | Yari Verschaeren       | 70'     |
| FW                  | 38 | Mohammed Dauda         | 70'     |
| FW                  | 24 | Isaac Kiese Thelin     | 70'     |
| Coach:              |    |                        |         |
| Vincent Kompany     |    |                        |         |

## Beker van België

### Wedstrijden
| Beker van België                                                                               |                                                                                            |                                                                                           |                                                                                  | |                                                   |
| Wedstrijddetails                                                                               | Thuisploeg                                                                                 | Uitslag                                                                                   | Uitploeg                                                                         | Opstelling | Kaarten                                           |
| 1/16e finale                                                                                   |                                                                                            |                                                                                           |                                                                                  | |                                                   |
| 27 oktober 2021 20:45 Stade Communal du Tivoli La Louvière Ref.: Kevin Van Damme Toeschouwers: | La Louvière (2e Nat.)                                                                      | 1 – 7                                                                                     | Anderlecht                                                                       | Van Crombrugge Murillo (46' Mykhaylichenko), Magallán, Hoedt, Gómez (80' Sardella) Ashimeru, Cullen, Olsson (74' El Hadj), Refaelov Amuzu (74' Raman), Zirkzee                 | Magallán Murillo                                  |
| 27 oktober 2021 20:45 Stade Communal du Tivoli La Louvière Ref.: Kevin Van Damme Toeschouwers: | Franco 35' (pen.)                                                                          | 0 – 1 0 – 2 1 – 2 1 – 3 1 – 4 1 – 5 1 – 6 1 – 7                                           | 20' Zirkzee 32' Hoedt 39' Refaelov 45' Zirkzee 76' Raman 80' Refaelov 90' Hoedt  | Van Crombrugge Murillo (46' Mykhaylichenko), Magallán, Hoedt, Gómez (80' Sardella) Ashimeru, Cullen, Olsson (74' El Hadj), Refaelov Amuzu (74' Raman), Zirkzee                 | Magallán Murillo                                  |
| 1/8e finale                                                                                    |                                                                                            |                                                                                           |                                                                                  | |                                                   |
| 30 november 2021 20:45 Pairaystadion Seraing Ref.: Bert Put Toeschouwers: 2.300                | Seraing                                                                                    | 3 – 3 (n.v.) (3 – 4) (n.s.)                                                               | Anderlecht                                                                       | Van Crombrugge Murillo, Magallán, Hoedt, Gómez Verschaeren, Cullen, Kana (77' Ashimeru), Refaelov (98' El Hadj) Kouamé, Zirkzee (71' Amuzu)                                    |                                                   |
| 30 november 2021 20:45 Pairaystadion Seraing Ref.: Bert Put Toeschouwers: 2.300                | Maziz 10' (pen.) Mikautadze 17' (pen.) Maziz 60' Del Fabro Nadrani Sanogo Mikautadze Maziz | 1 – 0 2 – 0 2 – 1 2 – 2 2 – 3 3 – 3 Pen.: 0 – 0 0 – 1 1 – 1 1 – 2 2 – 2 2 – 3 3 – 3 3 – 4 | 39' Kouamé 41' Kouamé 50' (pen.) Refaelov Gómez Amuzu Cullen Verschaeren Murillo | Van Crombrugge Murillo, Magallán, Hoedt, Gómez Verschaeren, Cullen, Kana (77' Ashimeru), Refaelov (98' El Hadj) Kouamé, Zirkzee (71' Amuzu)                                    |                                                   |
| Kwartfinale                                                                                    |                                                                                            |                                                                                           |                                                                                  | |                                                   |
| 23 december 2021 18:45 Lotto Park Anderlecht Ref.: Erik Lambrechts Toeschouwers: 18.277        | Anderlecht                                                                                 | 3 – 0                                                                                     | KV Kortrijk                                                                      | Van Crombrugge Murillo, Magallán, Hoedt, Gómez (87' Mykhaylichenko) Verschaeren (80' Amuzu), Olsson (66' Ashimeru), Cullen, Refaelov (80' El Hadj) Kouamé, Zirkzee (66' Raman) | 36' Olsson                                        |
| 23 december 2021 18:45 Lotto Park Anderlecht Ref.: Erik Lambrechts Toeschouwers: 18.277        | Kouamé 35' Gómez 43' Kouamé 76'                                                            | 1 – 0 2 – 0 3 – 0                                                                         |                                                                                  | Van Crombrugge Murillo, Magallán, Hoedt, Gómez (87' Mykhaylichenko) Verschaeren (80' Amuzu), Olsson (66' Ashimeru), Cullen, Refaelov (80' El Hadj) Kouamé, Zirkzee (66' Raman) | 36' Olsson                                        |
| Halve finale                                                                                   |                                                                                            |                                                                                           |                                                                                  | |                                                   |
| 3 februari 2022 20:45 Kehrwegstadion Eupen Ref.: Jonathan Lardot Toeschouwers: 1.841           | KAS Eupen                                                                                  | 2 – 2                                                                                     | Anderlecht                                                                       | Van Crombrugge Mykhaylichenko (85' El Hadj), Magallán, Hoedt, Gómez Verschaeren (68' Amuzu), Olsson (68' Ashimeru), Cullen, Refaelov Kouamé, Zirkzee (68' Raman)               | 83' Raman                                         |
| 3 februari 2022 20:45 Kehrwegstadion Eupen Ref.: Jonathan Lardot Toeschouwers: 1.841           | Prevljak 16' (pen.) Peeters 78'                                                            | 0 – 1 1 – 1 2 – 1 2 – 2                                                                   | 6' (pen.) Refaelov 90+6' (pen.) Refaelov                                         | Van Crombrugge Mykhaylichenko (85' El Hadj), Magallán, Hoedt, Gómez Verschaeren (68' Amuzu), Olsson (68' Ashimeru), Cullen, Refaelov Kouamé, Zirkzee (68' Raman)               | 83' Raman                                         |
| 3 maart 2022 20:45 Lotto Park Anderlecht Ref.: Nicolas Laforge Toeschouwers: 20.000            | Anderlecht                                                                                 | 3 – 1 (5 – 3)                                                                             | KAS Eupen                                                                        | Van Crombrugge Murillo, Magallán, Hoedt, Gómez (86' Mykhaylichenko) Verschaeren (78' El Hadj), Ashimeru (86' Olsson), Cullen, Refaelov (78' Amuzu) Kouamé (86' Raman), Zirkzee |                                                   |
| 3 maart 2022 20:45 Lotto Park Anderlecht Ref.: Nicolas Laforge Toeschouwers: 20.000            | Murillo 5' Magallán 29' Kouamé 47'                                                         | 1 – 0 1 – 1 2 – 1 3 – 1                                                                   | 10' Prevljak                                                                     | Van Crombrugge Murillo, Magallán, Hoedt, Gómez (86' Mykhaylichenko) Verschaeren (78' El Hadj), Ashimeru (86' Olsson), Cullen, Refaelov (78' Amuzu) Kouamé (86' Raman), Zirkzee |                                                   |
| Finale                                                                                         |                                                                                            |                                                                                           |                                                                                  | |                                                   |
| 18 april 2022 15:00 Koning Boudewijnstadion Brussel Ref.: Lawrence Visser Toeschouwers: 42.500 | AA Gent                                                                                    | 0 – 0 (n.v.) (4 – 3) (n.s.)                                                               | Anderlecht                                                                       | Van Crombrugge Murillo, Magallán, Hoedt, Gómez Verschaeren (58' Amuzu), Olsson (58' Ashimeru (76' Kana)), Cullen, Refaelov (90' El Hadj) Kouamé, Zirkzee (58' Raman)           | 33' Olsson 90+3' Murillo 95' Magallán 118' Kouamé |
| 18 april 2022 15:00 Koning Boudewijnstadion Brussel Ref.: Lawrence Visser Toeschouwers: 42.500 | De Sart Hanche-Olsen Castro-Montes Lemajić Ngadeu-Ngadjui                                  | Pen.: 1 – 0 1 – 1 2 – 1 2 – 2 3 – 2 3 – 3 4 – 3 4 – 3                                     | Gómez Raman Kana Cullen Murillo                                                  | Van Crombrugge Murillo, Magallán, Hoedt, Gómez Verschaeren (58' Amuzu), Olsson (58' Ashimeru (76' Kana)), Cullen, Refaelov (90' El Hadj) Kouamé, Zirkzee (58' Raman)           | 33' Olsson 90+3' Murillo 95' Magallán 118' Kouamé |

### Finale
|                     |                                                           |              |                                 |                                                                  |
| 18 april 2022 15:00 | KAA Gent                                                  | 0 – 0 (n.v.) | RSC Anderlecht                  | Koning Boudewijnstadion, Brussel Scheidsrechter: Lawrence Visser |
| 18 april 2022 15:00 | Wedstrijdverslag                                          |              |                                 | Koning Boudewijnstadion, Brussel Scheidsrechter: Lawrence Visser |
| 18 april 2022 15:00 | Strafschoppen                                             |              |                                 | Koning Boudewijnstadion, Brussel Scheidsrechter: Lawrence Visser |
| 18 april 2022 15:00 | De Sart Hanche-Olsen Castro-Montes Lemajić Ngadeu-Ngadjui | 4–3          | Gómez Raman Kana Cullen Murillo | Koning Boudewijnstadion, Brussel Scheidsrechter: Lawrence Visser |

| Gent | Anderlecht |

| GK                  | 33 | Davy Roef              |           |
| CB                  | 20 | Jordan Torunarigha     |           |
| CB                  | 5  | Michael Ngadeu-Ngadjui |           |
| CB                  | 2  | Joseph Okumu           |           |
| RWB                 | 18 | Matisse Samoise        | 106'      |
| CM                  | 24 | Sven Kums              | 106'      |
| CM                  | 13 | Julien De Sart         |           |
| LWB                 | 14 | Alessio Castro-Montes  |           |
| AM                  | 8  | Vadis Odjidja-Ofoe     | 69'       |
| RF                  | 9  | Roman Bezoes           | 88'       |
| LF                  | 34 | Tarik Tissoudali       | 91'       |
| Wisselspelers:      |    |                        |           |
| GK                  | 1  | Sinan Bolat            |           |
| MF                  | 6  | Elisha Owusu           | 106' 114' |
| FW                  | 11 | Darko Lemajić          | 88'       |
| MF                  | 17 | Andrew Hjulsager       | 69' 90+2' |
| DF                  | 21 | Andreas Hanche-Olsen   | 106'      |
| FW                  | 23 | Yonas Malede           | 91'       |
| DF                  | 25 | Núrio Fortuna          | 90+2'     |
| Coach:              |    |                        |           |
| Hein Vanhaezebrouck |    |                        |           |

| GK              | 30 | Hendrik Van Crombrugge |         |
| RB              | 62 | Michael Murillo        | 90+4'   |
| CB              | 2  | Lisandro Magallán      | 95'     |
| CB              | 4  | Wesley Hoedt           |         |
| LB              | 17 | Sergio Gómez           |         |
| RM              | 10 | Yari Verschaeren       | 58'     |
| CM              | 8  | Josh Cullen            |         |
| CM              | 20 | Kristoffer Olsson      | 33' 58' |
| LM              | 11 | Lior Refaelov          | 91'     |
| RF              | 99 | Christian Kouamé       | 118'    |
| LF              | 23 | Joshua Zirkzee         | 58'     |
| Wisselspelers:  |    |                        |         |
| MF              | 7  | Francis Amuzu          | 58'     |
| FW              | 9  | Benito Raman           | 58'     |
| DF              | 14 | Bohdan Mychajlytsjenko |         |
| GK              | 16 | Bart Verbruggen        |         |
| MF              | 18 | Majeed Ashimeru        | 58' 76' |
| MF              | 46 | Anouar Ait El Hadj     | 91'     |
| DF              | 55 | Marco Kana             | 76'     |
| Coach:          |    |                        |         |
| Vincent Kompany |    |                        |         |